# Teatrul San Carlo din Napoli

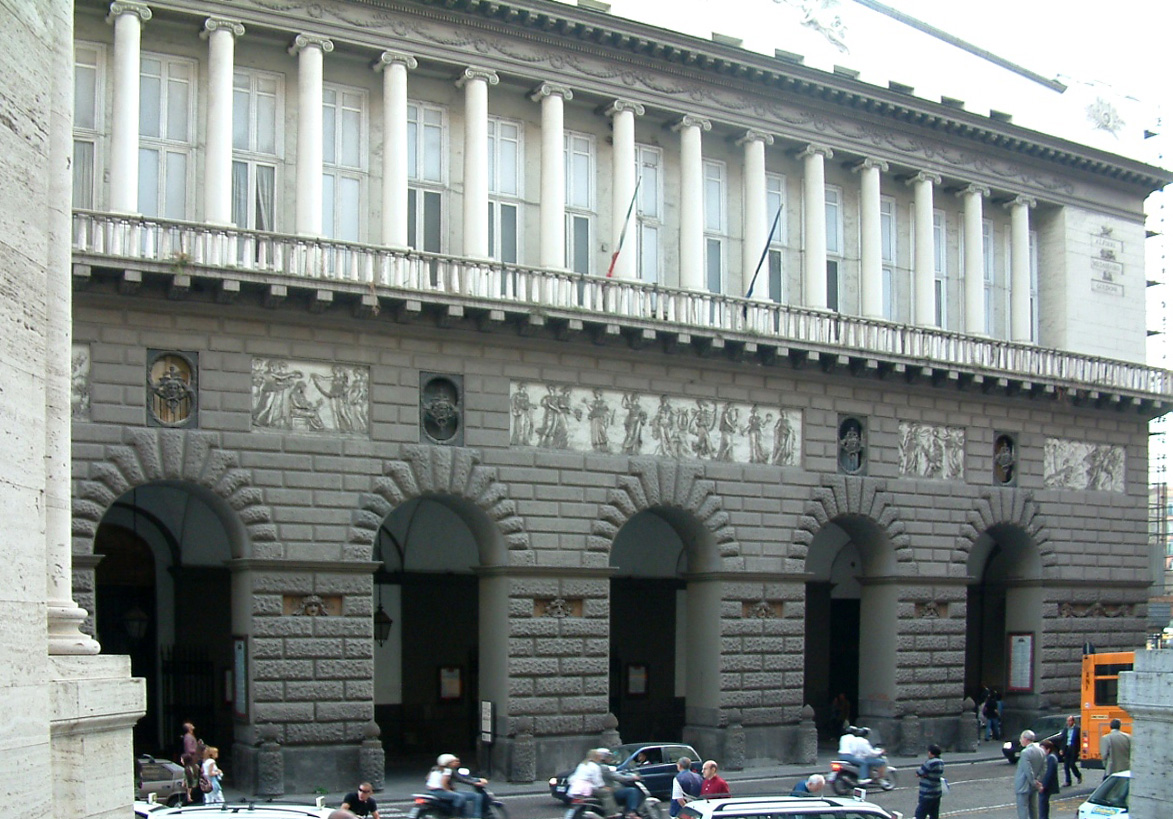
Faţada Teatrului San Carlo văzută dinspre Galleria Umberto I.

Teatrul San Carlo (în italiană Teatro di San Carlo sau Real teatro di San Carlo) este un teatru de operă din orașul italian Napoli, inaugurat la 4 noiembrie 1737.

## Caracteristici
Teatrul San Carlo este teatrul cel mai important al orașului Napoli, unul dintre cele mai renumite din lume și una dintre cele mai vechi case de operă care mai există astăzi în Europa, după Teatrul Malibran din Veneția și Teatrul Manoel din La Valletta. El poate găzdui 3.285 de spectatori și are șase etaje de loje dispuse în formă de potcoavă, o vastă lojă regală și un parter lung de aproximativ 35 de metri.

## Istoric
Teatrul San Carlo din Napoli a fost construit la inițiativa regelui Carol de Bourbon după un proiect al lui Giovanni Antonio Medrano și inaugurat la 4 noiembrie 1737 cu opera Achille in Sciro de Domenico Sarro (livret de Pietro Metastasio). San Carlo a succedat Teatrului San Bartolomeo, care a fost transformat în biserică. În 1767, Ferdinando Fuga efectuează lucrări de renovare cu ocazia căsătoriei regelui Ferdinand al IV-lea cu Maria Carolina și în 1778 este reproiectat de Boccascena. În 1797, Domenico Chelli realizează o restaurare a decorațiunilor sălii. În 1809, Joachim Murat îl însărcinează pe arhitectul toscan Antonio Niccolini cu proiectarea noii fațade principale în stil neoclasic.
După un incendiu care îl distruge în noaptea de 13 februarie 1816, el a fost reconstruit de către același arhitect. Noua sală a fost inaugurată la 12 ianuarie 1817 cu cantata Il sogno di Partenope de Giovanni Simone Mayr, deja prezent la San Carlo cu alte opere ca Medea in Corinto (28 noiembrie 1813). Prezența lui Mayr, ca și cea a lui Rossini, se datorează în principal lombardului Domenico Barbaja, cel mai mare impresario  din Italia și poate și din Europa.
În anii 1815-1822 director muzical al teatrului a fost Gioachino Rossini, care, în acea perioadă, avea parte de unele dintre cele mai importante și mai prolifice sezoane ale sale. Direcția este asigurată mai târziu de Gaetano Donizetti, elev al lui Mayr. În 1834, Antonio Niccolini execută noi lucrări de restaurare. În 1844-1845, odată cu demolarea clădirii Guardia Vecchia, Francesco Gavaudan și Pietro Gesuè refac latura vestică înspre Palatul Regal. La  27 martie 1969 este dat jos grupul sculptural al Partenopei realizat de Niccolini pe frontonul fațadei principale, din cauza faptului că acestea se mărunțise din cauza infiltrației apei de ploaie. La 11 iunie 2007, reconstruita Triade della Partenope este din nou așezată în vârful clădirii.
Din anul 1993 teatrul se află sub conducerea următorilor șefi de orchestră: Salvatore Accardo (1993-1995), Gabriele Ferro (1999-2004), Gary Bertini (2004-2005), Jeffrey Tate (2005-2010) și Maurizio Benini (din 2010).

## Citate
„Ochii mei sunt uimiți, sufletul meu încântat. [...] Nu există nimic în Europa, nu voi spune în apropiere, dar care să dea chiar și de departe o idee despre acest teatru.”—Stendhal, Rome, Naples et Florence en 1817''

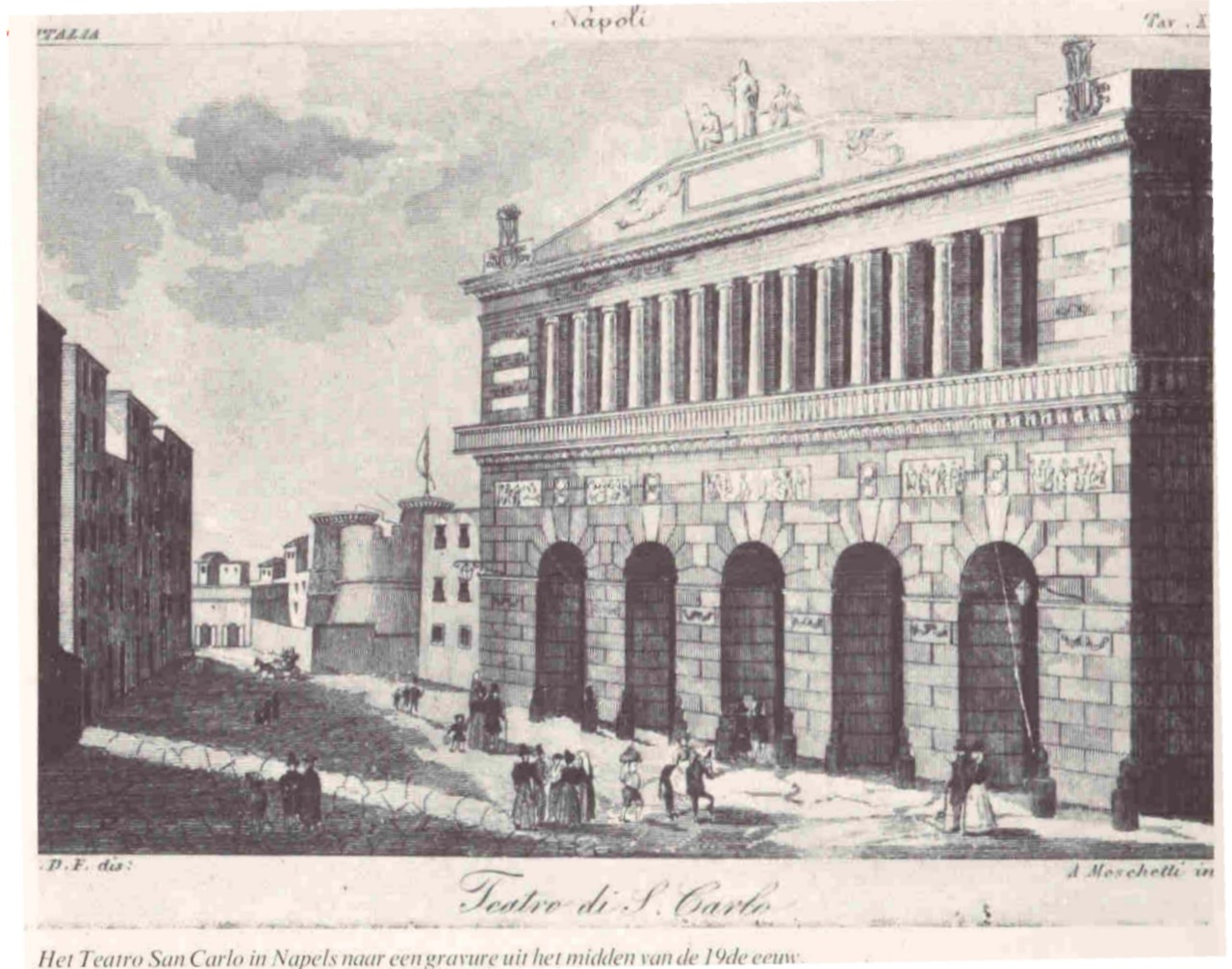
Faţada Teatrului San Carlo în 1850
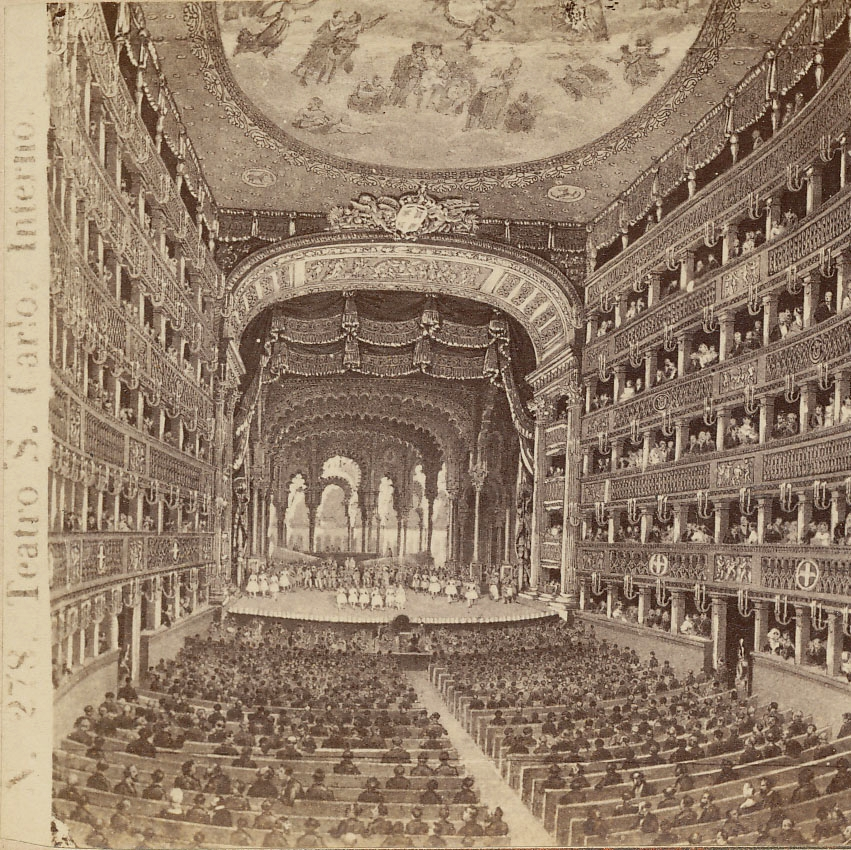
Sala de spectacole şi scena fotografiate de Giorgio Sommer (1834-1914)
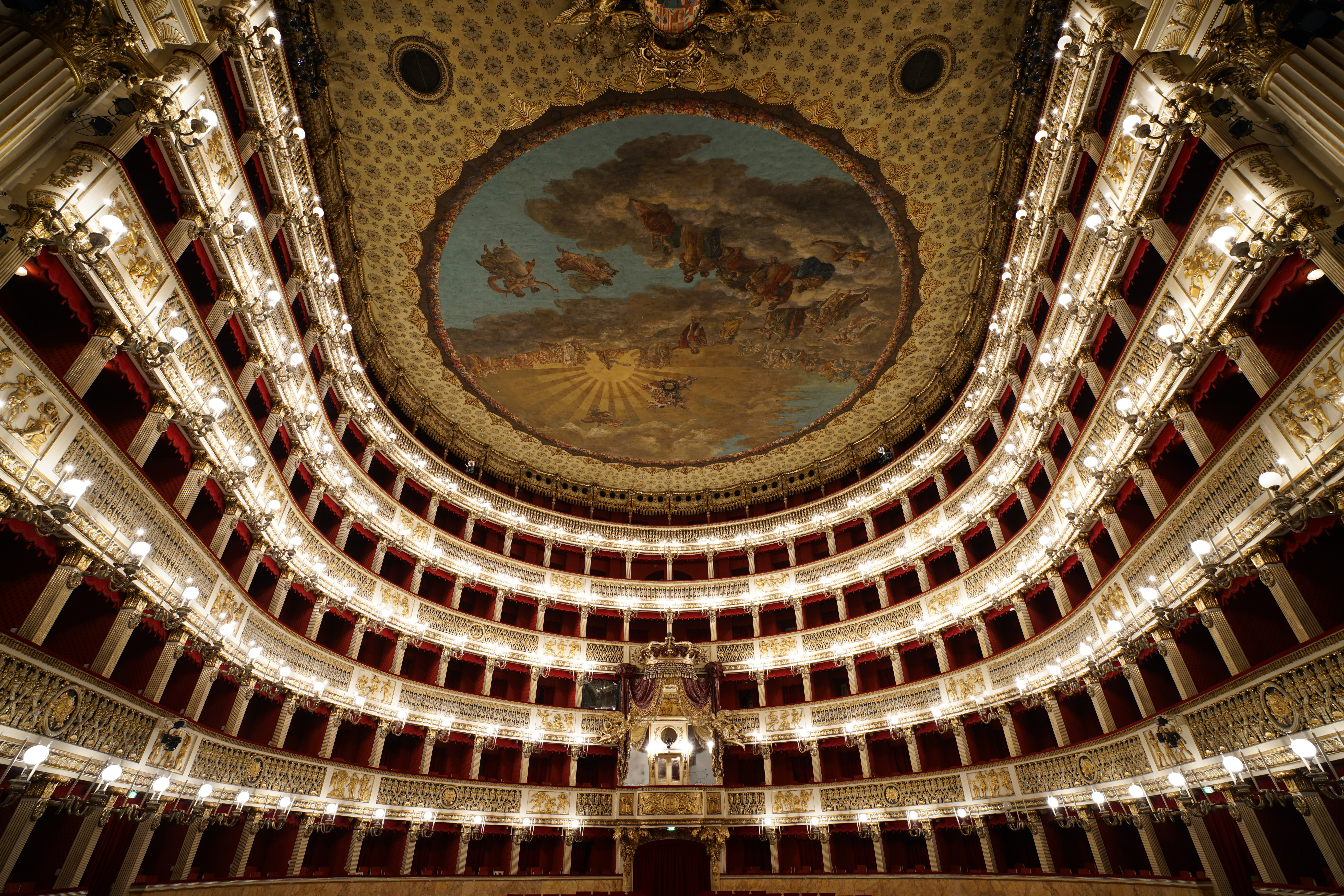
Sala teatrului San Carlo
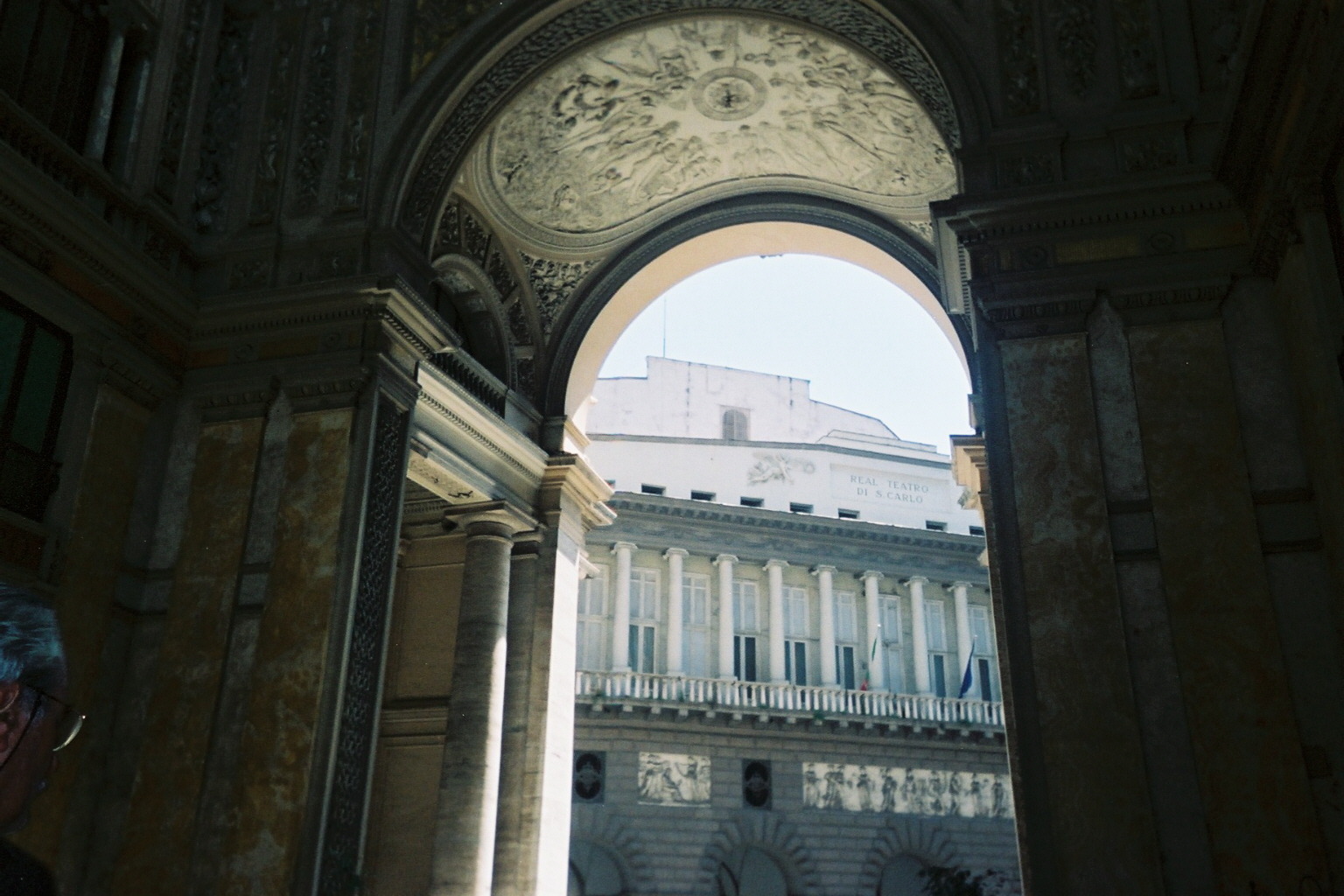
Teatrul San Carlo văzut din Galleria Umberto I

## Premiere mondiale
- Medea in Corinto de Giovanni Simone Mayr (28 noiembrie 1813)
- Elisabetta, regina d'Inghilterra de Gioachino Rossini (4 octombrie 1815)
- Armida de Rossini (11 noiembrie 1817)
- Mosè in Egitto de Rossini (5 martie 1818)
- Ricciardo e Zoraide de Rossini (3 decembrie 1818)
- Ermione de Rossini (27 martie 1819)
- La donna del lago de Rossini (24 octombrie 1819)
- Maometto II de Rossini (3 decembrie 1820)
- Zelmira de Rossini (16 februarie 18222)
- Alfredo il grande de Gaetano Donizetti (2 iulie 1823)
- L'ultimo giorno di Pompei de Giovanni Pacini (19 noiembrie 1825)
- Bianca e Gernando de Vincenzo Bellini (30 mai 1826)
- Elvida de Donizetti (6 iulie 1826)
- L'esule di Roma de Donizetti (1 ianuarie 1828)
- Il paria de Donizetti (12 ianuarie 1829)
- Elisabetta al castello di Kenilworth de Donizetti (6 iulie 1829)
- I pazzi per progetto de Donizetti (6 februarie 1830)
- Il diluvio universale de Donizetti (6 martie 1830)
- Imelda de' Lambertazzi de Donizetti (5 septembrie 1830)
- Francesca di Foix de Donizetti (30 mai 1831)
- Fausta de Donizetti (12 ianuarie 1832)
- Sancia di Castiglia de Donizetti (4 noiembrie 1832)
- Lucia di Lammermoor de Donizetti (26 septembrie 1835)
- L'assedio di Calais de Donizetti (19 noiembrie 1836)
- Roberto Devereux de Donizetti (28 octombrie 1837)
- Elena da Feltre de Saverio Mercadante (1 ianuarie 1839)
- La vestale de Saverio Mercadante (10 martie 1840)
- Caterina Cornaro de Donizetti (18 ianuarie 1844)
- Alzira de Giuseppe Verdi (12 august 1845)
- Poliuto de Donizetti (30 noiembrie 1848)
- Luisa Miller de Verdi (8 decembrie 1849)
- Medea de Saverio Mercadante (1 martie 1851)
- Gabriella di Vergy de Donizetti (29 noiembrie 1869)

## În ficțiune
Pe scena Teatrului San Carlo din Napoli are loc moartea celebrei cântărețe de operă Stilla în romanul Castelul din Carpați (1892) al lui Jules Verne. Ea interpreta rolul Angélica din opera ficțională Orlando a compozitorului Arconati, aceasta fiind ultima sa reprezentație înainte de plănuita sa retragere datorată viitoarei căsătorii cu contele român Frâncu Teleac. Ajunsă la versurile "Innamorata, mio cuore, tremante,/Voglio morire…" (în traducere "Îndrăgostită, cu inima fremătând,/Vreau să mor"), Stilla se oprește, duce la gură o mână care i se înroșește de sânge în urma ruperii unui vas de sânge, apoi se prăbușește pe scenă; va fi înmormântată mai târziu în Cimitirul Campo Santo Nuovo din Napoli în prezența unui număr mare de locuitori napoletani.